# Cayetano Laprida
Cayetano Laprida (Buenos Aires, 1804 - Coronda, provincia de Santa Fe, enero de 1868) fue un militar y estanciero argentino, de activa participación en las guerras civiles de su país y del Uruguay.

## Biografía
Hijo de un tendero español, se enroló como soldado alrededor de 1820, y prestó servicios en la frontera con los indígenas y en los pueblos de campaña de la provincia de Buenos Aires. En 1840 fue ascendido al grado de coronel. Durante mucho tiempo fue comandante del pueblo de San Pedro.
En agosto de 1840, el ejército unitario de Juan Lavalle desembarcó cerca de San Pedro, donde Laprida no le pudo hacer frente. Por unos días fingió que se iba a pasar a los unitarios, hasta que pudo unirse a las fuerzas del general Ángel Pacheco y enfrentar a Lavalle. Acompañó a Pacheco y a Manuel Oribe en la campaña al interior, participando en las batallas de Quebracho Herrado, Famaillá, Colastiné y Arroyo Grande. Participó en el sitio de Montevideo, y en la campaña de Ignacio Oribe y Justo José de Urquiza hacia el interior oriental, combatiendo en los combates de Los Laureles, Salto y Soriano. En esta última batalla, logró recuperar los efectos saqueados por marineros franceses de esa villa.
Cuando el Uruguay fue invadido por Urquiza, fue uno de los oficiales que pasó a Buenos Aires. Peleó en la batalla de Caseros del lado de Juan Manuel de Rosas, y en las semanas siguientes fue incorporado al nuevo ejército porteño. Apoyó la revolución de septiembre, y junto al general Flores organizó la defensa del norte de la provincia contra un posible contraataque de Urquiza. Fue nombrado comandante de la costa norte de la provincia de Buenos Aires por el gobernador Valentín Alsina, pero en diciembre se unió a la revolución contra él que organizaron Flores, Hilario Lagos y Jerónimo Costa.
Participó en la batalla de San Gregorio y se unió al sitio de Buenos Aires hasta su finalización. Se trasladó a Rosario, y desde allí acompañó a Costa en su invasión de 1854 en Buenos Aires. Fueron derrotados en El Tala por Manuel Hornos. También apoyó un intento del general Lagos, ese mismo año.
Permaneció en Rosario como comandante del cuerpo de emigrados de Buenos Aires. Al frente de esas tropas participó en la batalla de Cepeda como uno de los jefes de caballería. Urquiza lo envió a poner orden y conquistar sin combatir los departamentos del norte de Buenos Aires.
En 1861 era el comandante militar de Rosario y participó en la batalla de Pavón, en que los federales vencieron a porteños, aunque no pudieron quebrar a la infantería enemiga. El presidente Santiago Derqui lo ascendió al grado de general y lo nombró comandante de San Pedro, Baradero, Areco y Arrecifes. Avanzó hacia Pergamino, donde rodeó al general Hornos, el único jefe de caballería porteña que aún resistía. Pero la noticia de la retirada de Urquiza, que transformó una victoria parcial en una derrota total para la Confederación Argentina, lo obligó a retroceder a Rosario.
Semanas más tarde, el ejército porteño avanzó hacia Rosario, mientras los jefes federales se iban a sus casas por orden de Urquiza. Los federales abandonaron Rosario; el general Benjamín Virasoro dejó el mando de todas las tropas restantes al general Laprida, que se alejó lentamente. Poco después, renunciaba el presidente Derqui.
El general uruguayo Venancio Flores tomó el mando de la avanzada porteña y atacó el campamento federal en Cañada de Gómez de noche, peleando hasta la madrugada. Fue una masacre, en que muchos prisioneros rendidos fueron asesinados. El general Laprida, seriamente herido, fue dado por muerto por los enemigos y por sus propios soldados, y abandonado en el campo. Horas después, logró incorporarse y ponerse a salvo. Dos semanas después, con la renuncia del presidente Pedernera, desaparecía la Confederación Argentina.
Pasó varias semanas prisionero, recuperándose de sus heridas en el hospital de Rosario, luego de lo cual regresó a su estancia en San Pedro. Más tarde compró otro campo y una casa en Coronda, provincia de Santa Fe. No volvió a tener mando militar.
Víctima de una epidemia de cólera, falleció en enero de 1868 en Coronda.